# (500357) 2012 TT18
(500357) 2012 TT18 es un asteroide perteneciente al cinturón de asteroides, descubierto el 19 de noviembre de 2007 por el equipo del Spacewatch desde el Observatorio Nacional de Kitt Peak, Arizona, Estados Unidos.

## Designación y nombre
Designado provisionalmente como 2012 TT18.

## Características orbitales
2012 TT18 está situado a una distancia media del Sol de 3,079 ua, pudiendo alejarse hasta 3,662 ua y acercarse hasta 2,495 ua. Su excentricidad es 0,189 y la inclinación orbital 0,831 grados. Emplea 1973,57 días en completar una órbita alrededor del Sol.
Los próximos acercamientos a la órbita de Júpiter se producirán el 17 de septiembre de 2053, el 8 de julio de 2063 y el 23 de julio de 2113, entre otros.

## Características físicas
La magnitud absoluta de 2012 TT18 es 17,3.